# One Hundred Things You Should Have Done in Bed
"One Hundred Things You Should Have Done in Bed" foi o segundo single lançado pela banda escocesa de indie rock chamada Snow Patrol.  Foi lançado em 11 de Maio de 1998 na gravadora Jeepster Records, e foi mais tarde usada como parte do seu álbum de estréia Songs for Polarbears.

## Faixas
- 7" Vinil:[3]

A: "One Hundred Things You Should Have Done in Bed" - 2:11
B: "My Last Girlfriend" - 2:59
- Maxi CD:[4]

1. "One Hundred Things You Should Have Done in Bed" - 2:11
2. "My Last Girlfriend" - 2:59
3. "T.M.T" - 2:51
4. "I Could Stay Away Forever" - 4:30
5. "One Hundred Things You Should Have Done in Bed" (Video)

## Paradas Musicais
| Paradas (1998)   | Melhor posição |
| ---------------- | -------------- |
| UK Singles Chart | 157            |